# David I. Maurstad
David Ingolf Maurstad  (* 25. August 1953 in North Platte,  Nebraska) ist ein US-amerikanischer Politiker. Zwischen 1999 und 2001 war er Vizegouverneur des Bundesstaates Nebraska.

## Werdegang
David Maurstad studierte an der University of Nebraska in Lincoln das Fach Wirtschaftsverwaltung (Business Administration). Die folgenden 25 Jahre arbeitete er in Nebraska in der Versicherungsbranche. Gleichzeitig schlug er als Mitglied der Republikanischen Partei eine politische Laufbahn ein. Er wurde Bürgermeister der Stadt Beatrice und Mitglied der Nebraska Legislature.
1998 wurde Maurstad an der Seite von Mike Johanns zum Vizegouverneur von Nebraska gewählt. Dieses Amt bekleidete er zwischen 1999 und 2001. Dabei war er Stellvertreter des Gouverneurs und formaler Vorsitzender der Nebraska Legislature. Im Jahr 2001 trat er von diesem Posten zurück, nachdem er zum Leiter des VIII. Bezirks der Bundesbehörde für Katastrophenschutz (FEMA) ernannt worden war. Dieser Bezirk ist für die Staaten Colorado, Montana, North Dakota, South Dakota, Utah und Wyoming zuständig. Im Jahr 2006 wurde er als in die FEMA-Zentrale in Washington, D.C. berufen, wo er als Direktor der Unterabteilung für Vorbeugung fungiert.